# Lista das visitas oficiais de Filipe VI da Espanha
Filipe VI foi proclamado rei da Espanha pelas Cortes Gerais em 2014 após a abdicação de seu pai, o rei João Carlos I, e desde então o monarca vem realizando visitas de Estado à outras nações. Comumente Filipe viaja em companhia de sua esposa, a rainha consorte Letícia, e em seus primeiros anos de reinado realizou 33 visitas oficiais a 20 países de quatro continentes.

## Cronologia
| Data                     | Destino                                                             | Principal motivo |
| 2014                     | 2014                                                                | 2014 |
| ------------------------ | ------------------------------------------------------------------- | --- |
| 30 de junho              | Vaticano                                                            | Visita ao Papa Francisco |
| 7 de julho               | Lisboa Portugal                                                     | Reunião com o Presidente Aníbal Cavaco Silva e com o Primeiro Ministro Pedro Passos Coelho |
| 14 - 15 de julho         | Rabat Marrocos                                                      | Visita ao Rei Mohamed VI e reunião com o chefe de governo Abdelilah Benkirane |
| 22 de julho              | Paris França                                                        | Reunião com o Presidente François Hollande e com o Primeiro Ministro Manuel Valls |

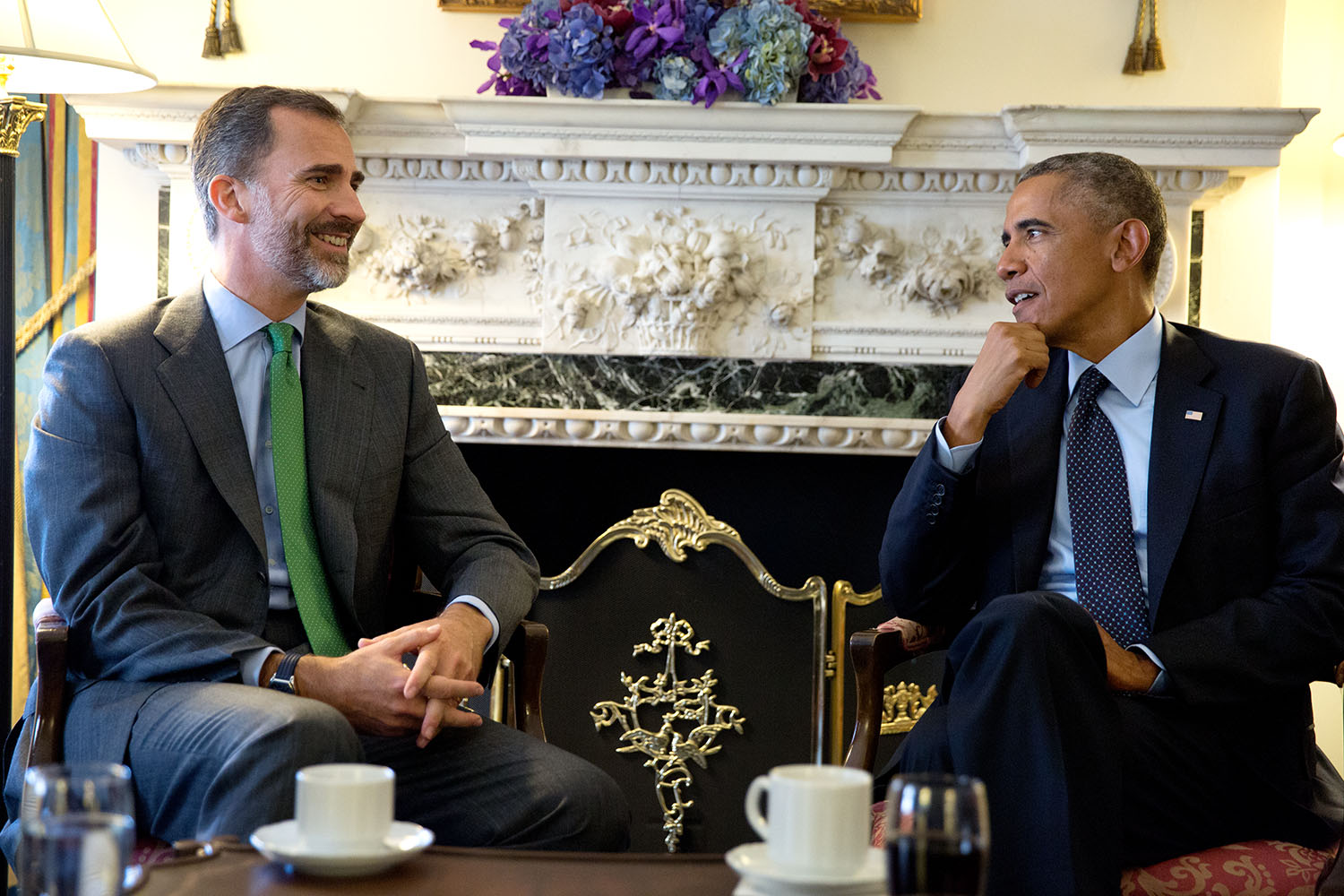
Filipe VI com o então presidente Barack Obama durante sua visita aos Estados Unidos em 2014.

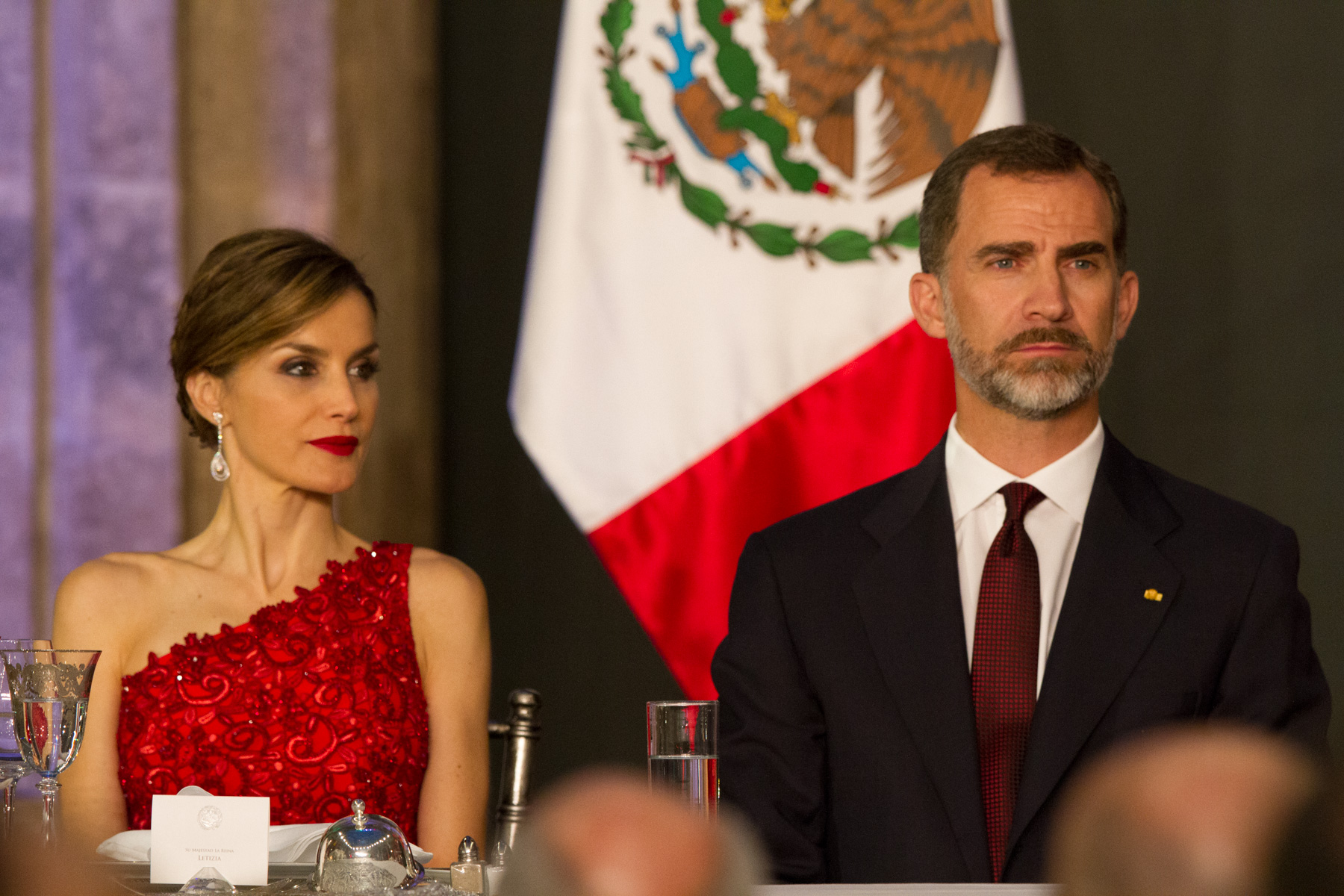
Rei Filipe e a rainha Letícia em visita ao México em 2015.

| 22 - 24 de setembro      | Nova Iorque Estados Unidos                                          | Reunião com o Presidente Barack Obama Participação na Cúpula do Clima de 2014 e visita a Assembleia Geral das Nações Unidas |
| 15 de outubro            | Haia Países Baixos                                                  | Visita ao Rei Guilherme Alexandre e reunião com o Primeiro Ministro Mark Rutte |
| 11 de novembro           | Luxemburgo                                                          | Visita ao Grão-Duque Henrique e reunião com o Primeiro Ministro Xavier Bettel |
| 12 de novembro           | Bruxelas Bélgica                                                    | Visita ao Rei Filipe e reunião com o Primeiro Ministros Charles Mitchel |
| 19 de novembro           | Roma Itália                                                         | Reunião com o Presidente Giorgio Napolitano e com o Primeiro Ministro Matteo Renzi |
| 1 - 2 de dezembro        | Berlim e Bielefeld Alemanha                                         | Reunião com o Presidente Joachim Gauk e com a Chanceler Angela Merkel Visita ao Centro de Pesquisas e Desenvolvimento da empresa Gestamp |
| 7 - 9 de dezembro        | Veracruz México                                                     | Participação na XXIV Conferência Ibero-Americana Reunião com o Presidente Enrique Peña Nieto |
| 2015                     |                                                                     | |
| 30 de janeiro            | Adis Abeba Etiópia                                                  | Participação na XXIV Conferência da União Africana |
| 24 de março              | Paris França                                                        | Reunião com o Presidente François Hollande e com o Primeiro Ministro Manuel Valls (Visita suspensa por conta com o Voo Germanwings 9525) |
| 7 - 8 de abril           | Beirute e Marjayoun Líbano                                          | Reunião com o Presidente Tammam Salam Visita a base Miguel de Cervantes e as tropas espanholas da FINUL |
| 15 de abril              | Bruxelas Bélgica                                                    | Reunião com o Presidente do Parlamento Europeu, Martin Schulz, com o Presidente do Conselho Europeu, Donald Tusk, e com o Presidente da Comissão Europeia, Jean-Claude Juncker                                                                |
| 2 - 4 de junho           | Paris França                                                        | Reunião com o Presidente François Hollande e com o Primeiro Ministro Manuel Valls Encontro com o Secretário-Geral da OCDE, Ángel Gurría Discurso no Hôtel de Ville de Paris Evento na Assembleia Nacional                                     |
| 29 de junho - 1 de julho | Cidade do México e Zacatecas México                                 | Reunião com o Presidente Enrique Peña Nieto Visita a Prefeitura do Distrito Federal e ao Senado da República |
| 15 - 18 de setembro      | Mount Vernon, Washington, D.C., Miami e San Augustín Estados Unidos | Reunião com o Presidente Brack Obama Visita a Biblioteca Nacional Fred W. Smith, ao Congresso e a Universidade de Georgetown Discurso no Miami Dade College                                                                                   |
| 23 - 25 de setembro      | Nova Iorque Estados Unidos                                          | Participação na Conferência das Nações Unidas sobre o Desenvolvimento Sustentável e na Assembleia Geral das Nações Unidas |
| 7 de outubro             | Estrasburgo França                                                  | Reunião com o Presidente do Parlamento Europeu, Martin Schulz, e participação da sessão no Plenário do Parlamento Reunião com o Presidente François Hollande e com a Chanceler Angela Merkel                                                  |
| 28 de outubro            | Roma Itália                                                         | Participação no encerramento do X Encontro de COTEC Europa Reunião com os presidentes da Itália, Sergio Mattarella, e de Portugal, Aníbal Cavaco Silva                                                                                        |
| 18 de novembro           | Berlim Alemanha                                                     | Participação no VIII Fórum Hispano-Alemão junto com o Presidente Joachim Gauck |
| 2016                     |                                                                     | |
| 9 de março               | Lisboa Portugal                                                     | Presença na tomada de posse do Presidente Marcelo Rebelo de Sousa |
| 15 de março              | San Juan Porto Rico                                                 | Abertura do VII Congresso Internacional da Língua Espanhola Reunião com o Governador Alejandro García Padilla e visita ao Museu de San Juan                                                                                                   |
| 19 - 20 de setembro      | Nova Iorque Estados Unidos                                          | Assistência a reunião de Alto Nível sobre Refugiados e Migrantes das Nações Unidas Participação no Debate do 71º Período de Sessões da Assembleia Geral das Nações Unidas                                                                     |
| 27 - 29 de outubro       | Cartagena das Índias Colômbia                                       | Participação na XXV Conferência Ibero-Americana Reunião com o Presidente Juan Manuel Santos |
| 28 - 30 de novembro      | Porto, Guimarães e Lisboa Portugal                                  | Reunião com o Presidente Marcelo Rebelo de Sousa e com o Primeiro Ministro António Costa Visita as Câmaras Municipais de Porto e Lisboa Discurso na Assembleia da República de Portugal                                                       |
| 2017                     |                                                                     | |
| 14 - 16 de janeiro       | Riade Arábia Saudita                                                | Visita ao Rei Salman bin Abdulaziz Visita a Cidade para as Energias Atômica e Renováveis Rei Abdulah Participação no fórum empresarial hispano-saudi na Câmara de Comércio de Riad                                                            |
| 3 - 7 de abril           | Tóquio e Shizuoka Japão                                             | Visita ao Imperador Akihito e ao Primeiro Ministro Shinzo Abe Visita ao Museu Miraikan Visita ao Centro de Estudo, Conscientização e Prevenção de Catástrofes Naturais provocadas por Movimentos Sísmicos, e ao Santuário Shenzen de Shizuoka |
| 27 de abril              | Estrasburgo França                                                  | Participação na Assembleia Parlamentar do Conselho da Europa Reunião com o Secretário do Conselho da Europa, Thorbjørn Jagland |
| 19 de maio               | Mar Morto Jordânia                                                  | Participação no Fórum Econômico Mundial sobre Oriente Médio e o Norte da África |
| 9 - 10 de junho          | Astana Cazaquistão                                                  | Participação na abertura da Expo 2017 Reunião com o Presidente Nursultán Nazarbáyev Reunião com o Secretário-Geral da ONU, António Guterres, e com os presidentes da China, Xi Jiping, e do Uzbequistão, Shavkat Mirziyayev                   |
| 11 - 14 de julho         | Londres Reino Unido                                                 | Visita a Rainha Isabel II e reunião com a Primeira Ministra Theresa May Visita ao Parlamento do Reino Unido Visita a Abadia de Westminster e ao Instituto Francis Crick Discurso na Universidade de Oxford                                    |

## Número de visitas por país
| África                   | América                                                               | Ásia                                                                 | Europa | Oceania |
| ------------------------ | --------------------------------------------------------------------- | -------------------------------------------------------------------- | --- | ------- |
| Etiópia (1) Marrocos (1) | Colômbia (1) Estados Unidos (4) Brasil (1) México (2) Porto Rico* (1) | Arábia Saudita (1) Cazaquistão (1) Japão (1) Jordânia (1) Líbano (1) | Alemanha (2) Bélgica (2) França (5) Itália (2) Luxemburgo (1) Países Baixos (1) Portugal (3) Reino Unido (1) | —       |
| 2 países 2 visitas       | 4 países 8 visitas                                                    | 5 países 5 visitas                                                   | 9 países 18 visitas                                                                                          | —       |

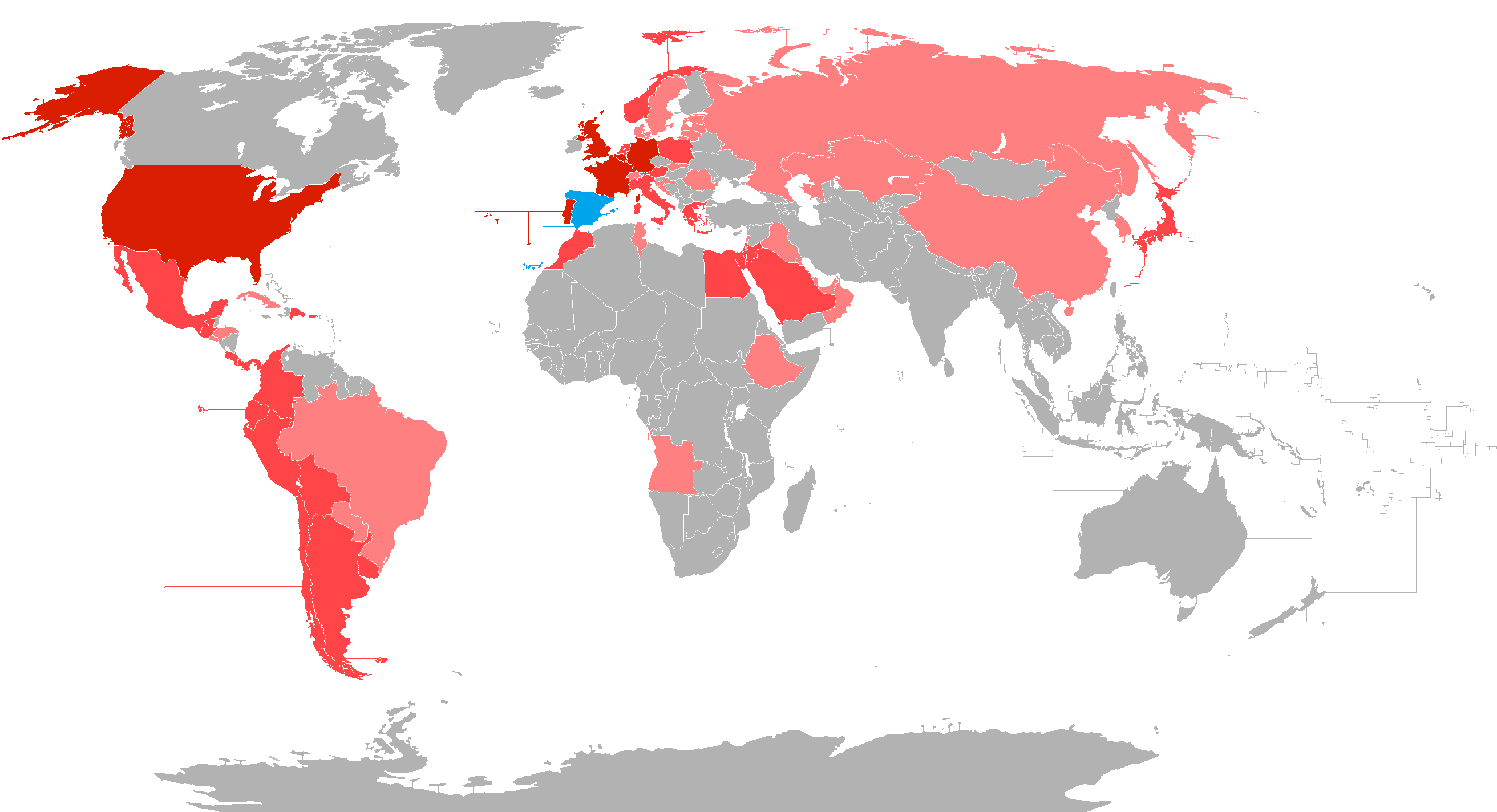
Países visitados por Filipe quando era príncipe das Astúrias e nos primeiros anos de seu reinado.

* No número de países se inclui Porto Rico, que tem status de Estado Livre Associado aos Estados Unidos.